# 格罗捷科沃站
格罗捷科沃站，又称格罗迭科沃站（羅馬化：Stantsia Grodekovo）位于滨海边疆区波格拉尼奇内，是东清铁路的客运站，距双城子站97.0公里。本站1898年投入使用。

## 概要
中俄边境站。在中华人民共和国一侧的绥芬河站和俄罗斯宽轨（1520毫米）、标准轨（1435毫米）连接。来自中国的货物列车在本站卸货。从俄罗斯来的货物列车在绥芬河站卸货。
只运行格罗捷科沃-绥芬河之间的接送列车。曾经从哈尔滨经过本站开往符拉迪沃斯托克和哈巴罗夫斯克的K7023/7024次列车停运。从本站到中俄边境的中国绥芬河站之间的列车（401/402）每天运行1~2次，数量很少。
根据符拉迪沃斯托克自由港法成为简易电子签证发放的对象地。

## 列车
- 401/402次列车：绥芬河 - 格罗捷科沃